# فرد بارتولومی
فرد بارتولومی (انگلیسی: Fred Bartholomew؛ ۳ ژانویه ۱۸۸۵ – ۱۹۷۹ (۹۳−۹۴ سال)) بازیکن فوتبال بود.
از باشگاه‌هایی که در آن بازی کرده‌است می‌توان به باشگاه فوتبال ردینگ اشاره کرد.